# Pierre Wolper
Pierre Wolper  (* 1955) ist ein belgischer Informatiker und seit 2018 Rektor der Universität Lüttich.

## Leben
Wolper erhielt 1978 seinen Abschluss als Elektroingenieur an der Universität Lüttich und wurde 1982 an der Stanford University bei Zohar Manna promoviert (Synthesis of communicating processes from temporal logic specifications). 1982 bis 1986 war er an den Bell Laboratories angestellt und danach an der Universität Lüttich, wo er Chargée de Cours war und ab 1989 eine volle Professur erhielt. 1998 hatte er die Franqui-Gastprofessur in Namur. 2001 bis 2009 stand er der Fakultät für Elektrotechnik und Informatik (Montefiore Institut) vor. 2009 wurde er Vize-Rektor für Forschung der Universität; seit 2018 ist er Rektor der Universität Lüttich.
Er befasst sich mit algorithmischenen Verifikationsmethoden, temporaler Logik und Modellprüfung, Logik und Entscheidungsprozessen, Automatentheorie  und mit temporalen Datenbanken.
Er ist Mitherausgeber des International Journal on Formal Methods in System Design. Wolper ist Mitglied der Academia Europaea (2012) und der Königlichen Akademie der Wissenschaften und Schönen Künste von Belgien (2009).

## Ehrungen und Auszeichnungen
- 2000 Gödel-Preis für Modellprüfung (Model Checking) bei Endlichen Automaten, zusammen mit Moshe Y. Vardi
- 2005 Paris-Kanellakis-Preis für Formale Verifikation reaktiver Systeme, zusammen mit Gerard Holzmann, Moshe Vardi und Robert Kurshan

## Schriften
- mit Moshe Vardi Reasoning about infinite computations, Information and Computation,  Academic Press, Band 115, 1994, S. 1–37 (erhielt den Gödelpreis)
- mit Vardi An Automata-Theoretic Approach to Automatic Program Verification, Proceedings of the First Symposium on Logic in Computer Science, Cambridge 1986, S. 322–331 (erhielt den LICS test-of-time award 1996)
- Introduction à la calculabilité: cours et exercices corrigés, Paris, Dunod, 2006.
- mit Patrice Godefroid A partial approach to model checking, Proc. 6th Symp. on Logic in Computer Science, Amsterdam 1991, S. 406–415 (erhielt den LICS Test-of-time award 2011)
- Temporal logic can be more expressive, Information and Control, 56, 1983, S. 72–99
- mit Rob Gerth, Doron Peled, Moshe Y. Vardi Simple on-the-fly automatic verification of linear temporal logic, In Proc. 15th Work. Protocol Specification, Testing, and Verification, Warschau, Juni 1995.